# Manuel I de Trebisonda
Manuel I Comnè, dit el Gran, fou el quart emperador de Trebisonda. En l'època que va regnar Manuel, el seu imperi comprenia una franja de territori al llarg de la costa sud de la mar Negra. Miquel Panaret, a la seva Crònica escrita al segle xiv, diu d'ell que va ser "un gran general i el més afortunat..." i que va governar "amb virtut als ulls de Déu", però només relata un fet sobre el seu regnat: un incendi que va devastar la ciutat de Trebisonda el gener del 1253; per la resta de la informació sobre ell cal recórrer a fonts documentals estrangeres. El fet més destacat del seu regnat va ser la conquesta de Sinop el 1254, que anys enrere havia estat possessió del Soldanat de Rum.

## Manuel i els mongols
El 1243, un exèrcit de l'Imperi de Trebisonda va anar en suport dels turcs seljúcides juntament amb una secció de l'exèrcit de l'Imperi de Nicea; tots tres estats van lluitar contra els mongols procedents de Pèrsia a la batalla de Köse Dag. Malgrat l'esforç conjunt van perdre i es van haver de sotmetre als mongols. Manuel va visitar en persona la cort del gran kan Guyuk l'any 1246; aquest va ser un important esdeveniment, ja que com diu Rustam Shukurov, la visita d'un governant vassall era una cerimònia indispensable; era la manera oficial de passar a formar part de la "família de vassalls" del kan. L'Anatòlia seljúcida quedava sota estret control dels mongols i qualsevol canvi en la vida política o social a partir de llavors requeriria l'aprovació del kan i hauria de constar en un decret (зарлиг, iarlig).
El 24 de juny del 1254, Manuel va recuperar Sinope i va nomenar Ghadras governador d'aquest port de la mar Negra. Kurškanskis creu que Manuel va obtenir un permís del kan a través d'un iarlig abans d'iniciar l'atac a aquesta ciutat. Durant els anys que Manuel va posseir aquest port, els seljúcides es van quedar sense sortida a la mar i l'Imperi de Trebisonda va ser la principal potència de la mar Negra.
Shukurov i Kurškanskis opinen que a Manuel li devien concedir un iarlig per recuperar Sinop perquè això era també d'interès per als mongols: d'aquesta manera perjudicaven l'Horda d'Or, l'estat que era el principal competidor de Guyuk i el primer client de les transaccions comercials dels turcs seljúcides. El governador que tenia Sinop en el moment que la ciutat fou capturada per Manuel es deia Shuja al-Din'Abd al-Rahman, i era el capità de la flota seljúcida que va formar part de l'ambaixada enviada a Batu Khan, el governant de l'Horda d'Or el 1253, el qual havia conferit al capità el grau de na'ib. Uns anys després, l'octubre del 1256, un dels tres germans que van heretar el Soldanat de Rum, Kaykaus II, fou derrotat per Baidju i va fugir cercant refugi a l'Imperi de Nicea, i llavors Anatòlia va quedar apartada de l'esfera d'influència de l'Horda d'Or, que formava part de l'Il-kanat.
Manuel Comnè el Gran va morir el març del 1263. Per a la seva successió va recomanar el seu fill primogènit Andrònic.

## Ambaixada a Lluís IX de França
El 1253, Manuel va enviar una ambaixada al rei Lluís IX de França, que havia anat a Sidó després de ser derrotat en la batalla de Fariskur (Setena Croada), per concertar matrimoni amb una dama de la família reial francesa. El rei no havia portat cap princesa francesa a la croada, però va aconsellar Manuel que busques esposa entre els membres de l'Imperi Llatí, una aliança que li podria ser útil contra el seu rival Joan III Ducas Vatatzes, emperador de Nicea. El cronista Jean de Joinville va ser testimoni de la riquesa de Manuel, ja que amb l'ambaixada va enviar a Lluís un regal consistent en diverses joies i, entre altres coses, uns arcs fets amb fusta de corneller.
Kuršanskis creu que el motiu d'aquesta ambaixada va ser que la seva primera esposa, una dama de la noblesa de Trebisonda, Anna Xilaloe, havia mort l'any abans i va pensar d'aprofitar la proximitat del rei francès per establir aliança. Lluís li va enviar un missatge de disculpa i llavors Manuel es va casar amb Irene Siriquenos. Si aquestes dades són correctes, el fet proporciona un punt de referència necessari per situar cronològicament els pocs fets que es coneixen de la vida de Manuel. L'altra possible explicació del motiu de l'ambaixada va ser suggerida per Rustam Shukurov: és ben sabut que els senyors mongols de Manuel van ser favorables cap al cristianisme, i potser Manuel es va sentir encoratjat per buscar una aliança amb el cap indiscutible del moviment croat, el guerrer infatigable contra l'Islam, també anomenat sant Lluís.

## Encunyació de monedes
Durant el regnat de Manuel es van encunyar per primera vegada gran nombre de monedes per l'Imperi de Trebisonda. Això és important per dues raons: la primera perquè emetre monedes fetes amb un metall preciós, ja sigui or o plata, es considera generalment una demostració de la sobirania d'un governant; la segona perquè el volum de monedes emeses per un governant es fa servir amb freqüència com a indicador de l'activitat econòmica del país. Encara que s'han identificat algunes monedes de coure (scyphates) com encunyades durant el regnat d'Andrònic I Gidos, segons Otto Retowski es van fer uns 200 tipus diferents d'aspers, (en grec ἄσπρον, aspron) la moneda de plata característica d'aquest estat, una quantitat superior a la que cap altre governant de Trebisonda va emetre, i això sense comptar les altres monedes de plata i bronze. El segon emperador que en va fer més monedes va ser Joan II, que en va encunyar uns 138 tipus d'aspers durant el seu regnat. Les monedes de Trebisonda van circular també fora de l'imperi, sobretot per Geòrgia. Les monedes de l'època de Manuel van ser d'ús tan comú que el seu nom va esdevenir el nom genèric en l'idioma georgià per referir-se a qualsevol tipus de moneda; kirmaneoul deriva de "kuros Manuel" («el cèsar Manuel»).
La causa d'aquesta sobtada explosió en el volum de moneda no està del tot aclarida. No totes les monedes amb el nom de Manuel es van fer en territori de Trebisonda; tant Wroth com Retowski van identificar una sèrie de monedes que es van encunyar a Geòrgia per poder satisfer la demanda del moment. Michel Kuršanskis ha suggerit que alguns d'aquests tipus van ser encunyats durant els regnats dels successors de Manuel: Andrònic i Jordi, perquè els seus senyors mongols els van prohibir l'encunyació de monedes de plata amb el seu propi nom. Tanmateix, es considera que la gran majoria de les monedes que porten el nom de Manuel, van ser encunyades durant el seu regnat.
Alguns autors atribueixen aquest gran nombre d'aspers a un canvi en la ruta de la seda durant el regnat de Manuel. La destrucció de Bagdad que Hülegü va fer el 1258 va provocar un desviament de la ruta cap al nord d'Armènia i la part alta de la vall de l'Eufrates fins a Erzurum i després passant pel port de Zigana a les Muntanyes del Pont fent cap a Trebisonda, abans d'arribar a la mar Mediterrània. Anthony Bryer creu, però, que el volum de transaccions que implicava la ruta de la seda era minúscul, i els drets de duana que es cobraven per les mercaderies (el commèrcion) com a molt arribaven al 30% dels ingressos totals de l'imperi en un any amb molt de moviment i més sovint el 6% els altres anys. També cal tenir en compte que les mines de plata de la regió de Gümüşhane estaven dins les fronteres de l'Imperi de Trebisonda durant el segle xiii i podien proveir amb facilitat la matèria primera per fer les monedes; altres investigacions han mostrat que aquestes mines de plata no van estar explotades a fons abans del segle xviii. Kuršanskis ha suggerit que aquestes monedes representen el tribut que estaven obligats a donar als mongols, tot i que això no explica la molèstia que es van prendre en donar forma de moneda al tribut: la major part d'aquest tribut acabaria, després del seu lliurament als senyors mongols, fos i, o bé s'utilitzaria per a produir altres monedes o per fer joies.

## Fi de les aspiracions al tron de Constantinoble
Durant el regnat de Manuel, Miquel VIII Paleòleg, emperador de Nicea va reconquerir Constantinoble i s'hi va instal·lar adoptant el títol d'emperador romà d'Orient el 1261 (la mateixa aspiració que havia tingut Aleix I, el fundador de l'Imperi de Trebisonda); en conseqüència va demanar a Manuel que deixés de fer servir la fórmula de protocol "emperador i autòcrata dels romans", tradicionalment emprada pels emperadors romans d'Orient.

## Construccions
Manuel va fer reconstruir l'església del monestir de Santa Sofia a la ciutat de Trebisonda. Les obres van durar entre el 1250 i el 1260. Eastmond ha descrit aquesta església com el monument més refinat del seu període.

## Matrimonis i descendència
Manuel va tenir descendència amb tres dones diferents; quatre dels seus fills van ser emperadors. Els acadèmics antics (com Miller i Finlay) van donar per fet que les tres eren esposes, però posteriorment Michel Kuršanskis ho ha posat en dubte i, segons els seus estudis, només dues ho eren, ja que Rusudan de Geòrgia probablement només fos una concubina.
Amb la primera esposa, Anna Xilaloe, una dama de la noblesa de Trebisonda, va tenir:
- Anrònic II, que va succeir el seu pare.

Amb Rusudan de Geòrgia, va tenir:
- Teodora, que va ser emperadriu el 1284.

Amb Irene Siriquenos, una dama de la noblesa de Trebisonda, va tenir:
- Jordi, que va ser emperador el 1266.
- Una filla de nom desconegut que es va casar amb el rei Demetri II de Geòrgia.[26]
- Una altra filla de nom desconegut.[26]
- Joan, emperador el 1280.